# Cerithiopsis martensii
Cerithiopsis martensii är en snäckart som beskrevs av Dall 1881. Cerithiopsis martensii ingår i släktet Cerithiopsis och familjen Cerithiopsidae. Inga underarter finns listade i Catalogue of Life.